# Jules Lefebvre (snowboard)
Pour les articles homonymes, voir Lefebvre.
Cet article concerne un snowboardeur canadien. Pour le peintre français, voir Jules Lefebvre.
Jules Lefebvre, né le 12 janvier 1996 à Montréal, est un snowboardeur canadien.

## Carrière
Lors de sa tendre enfance, ses débuts ludiques au parc des hirondelles lui donnent la piqûre du sport. Il poursuit ensuite son parcours d'athlète en s'entraînant à la station de ski du mont Tremblant.
Lefebvre a participé à un Championnat du monde senior en 2021. Ses meilleures performances furent enregistrées dans l'épreuve de slalom parallèle, terminant 26e au total.
En janvier 2022, Lefebvre rejoint l'équipe canadienne pour les Jeux olympiques d'hiver de 2022. Initialement laissé de côté par la fédération, il participe à un processus d'appel à l'issue duquel Lefebvre et trois de ses camarades sont ajoutés à l'équipe. Il prend part à l'épreuve de slalom géant parallèle.
Lors de l'épreuve olympique de slalom géant parallèle, Lefebvre termine 20e. Il est le Canadien le mieux classé à cette occasion.